# Kreisleriana
Die Kreisleriana (op. 16) sind ein 1838 komponierter Klavierzyklus von Robert Schumann, der als ein Schlüsselwerk der romantischen Klavierliteratur gilt. (Kreisleriana ist der Plural von [Opus] Kreislerianum „Kreislerisches [Stück, Werk]“ oder aber das Singular-Femininum [Sonata oder Collectio] Kreisleriana „Kreislerische [Sonate, Sammlung]“; Schumann selbst benutzte in Briefen die Pluralform, z. B. gegenüber dem Verleger F. Whistling am 20. November 1849: „Die Kreisleriana sind stark revidirt.“)

## Entstehungsgeschichte
Den Namen „Kreisleriana“ wählte Schumann in Anlehnung an die von E. T. A. Hoffmann kreierte Figur des Kapellmeisters Kreisler. Diese fiktive Figur, deren Meinung Hoffmann oft auch in seinen Zeitschriftenartikeln wiedergibt, erscheint in den Erzählungen Kreisleriana (enthalten in der Sammlung Fantasiestücke in Callot’s Manier), der Novelle Der goldne Topf und dem unvollendeten Roman Lebensansichten des Katers Murr. Schumann sah hierin den Inbegriff romantischen Künstlertums und hielt den Zyklus „Kreisleriana“ für die beste seiner Klavierkompositionen.
In Kreislers Geschichte findet man Schumanns Selbstporträt wieder, das er in acht Fantasiestücken verarbeitete. „Sie werden Ihnen ein Bild meines Charakters, meines Strebens geben.“ Mit dem Zyklus „Kreisleriana“ schildert er jedoch nicht nur seine eigene Persönlichkeit, sondern zeigt auch ein Bild seiner zukünftigen Frau Clara: „Kreisleriana will ich es nennen, in denen Du und ein Gedanke von Dir die Hauptrolle spielen.“ Die heftigen Auseinandersetzungen zwischen Schumann und Claras Vater, Friedrich Wieck, führten dazu, dass Clara eine Änderung der an sie gerichteten Widmung erbat. So erfolgte die Widmung an Frédéric Chopin, der in seiner Reaktion nicht auf das Musikstück selbst einging, sondern lediglich die Schönheit des Titelblatts lobte.

## Die Form
Das etwa halbstündige Werk besteht aus acht Einzelstücken stark kontrastierenden Charakters, die jedoch durch eine tonartliche Verwandtschaft miteinander in Verbindung stehen. Sechs der acht Stücke stehen in g-Moll bzw. B-Dur, die restlichen zwei in quintverwandten Tonarten. Die sich zwischen den Sätzen entsprechende Rhythmik und Metrik stabilisiert das gesamte Konzept. Die Sätze 2, 5, 6 und 7 sind von einem punktierten Rhythmus geprägt, in den Sätzen 1–3 und 6–8 ist das Hauptthema auftaktig gestaltet. Diese Elemente wecken Assoziationen an barocke Tanzmusik. Die Sätze 1 und 3–7 haben die dreiteilige ABA-Form, wodurch eine zyklische Geschlossenheit entsteht.

## Einzelsätze
1. Äußerst bewegt, d-Moll

2. Sehr innig und nicht zu rasch, B-Dur

3. Sehr aufgeregt, g-Moll

4. Sehr langsam, B-Dur – d-Moll

5. Sehr lebhaft, g-Moll

6. Sehr langsam, B-Dur

7. Sehr rasch, c-Moll – Es-Dur

8. Schnell und spielend, g-Moll

## Sonstiges
Der Kabarettist Georg Kreisler betitelte 1971, auf Schumanns und Hoffmanns Werke augenzwinkernd Bezug nehmend, eines seiner Alben Kreisleriana.